# ТММ-6
ТММ-6 — тяжёлый механизированный мост.
Комплект состоит из 2 мостоукладчиков и 4 транспортировщиков мостовых блоков. Мостоукладчик представляет собой полноприводный автомобиль высокой проходимости (колёсная формула 8 × 8 ), созданный на шасси колёсного тягача МЗКТ-7930. Мостовой блок состоит из складывающегося пополам двухколейного пролёта (длина раскрытого пролёта — 17 м) и телескопической опоры (самоустанавливается во время наведения моста на высоту от 2 до 5 м).
ТММ-6 производится на Заводе транспортного машиностроения, разработан Омским КБ машиностроения. ТММ-6 предназначен для устройства переправы на жёстких опорах через водные преграды, инженерные заграждения и завалы. Машина наводит металлический мост грузоподъёмностью 60 тонн через препятствия шириной до 100 м и глубиной до 5 м за 40 минут.

## Тактико-технические характеристики
- Ширина преодолеваемой преграды: 100 м
- Грузоподъёмность мостового перехода: 60 т
- Время установки моста на преграду: 50 мин
- Скорость движения мостоукладчика: 70 км/ч
- Экипаж машины: 2 человека
- Запас хода (по топливу) по шоссе: 1100 км

## Изображения

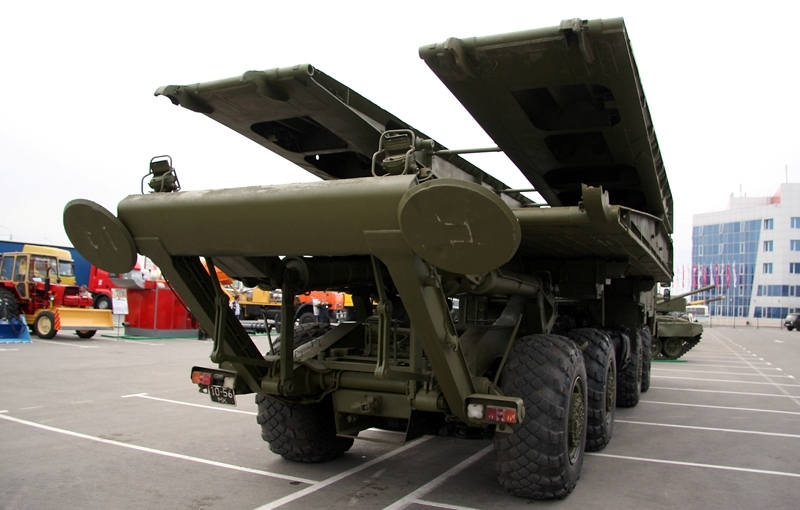
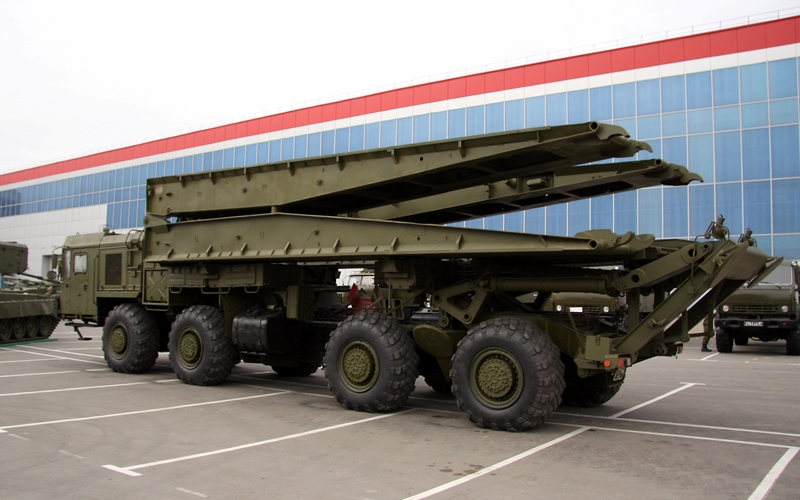
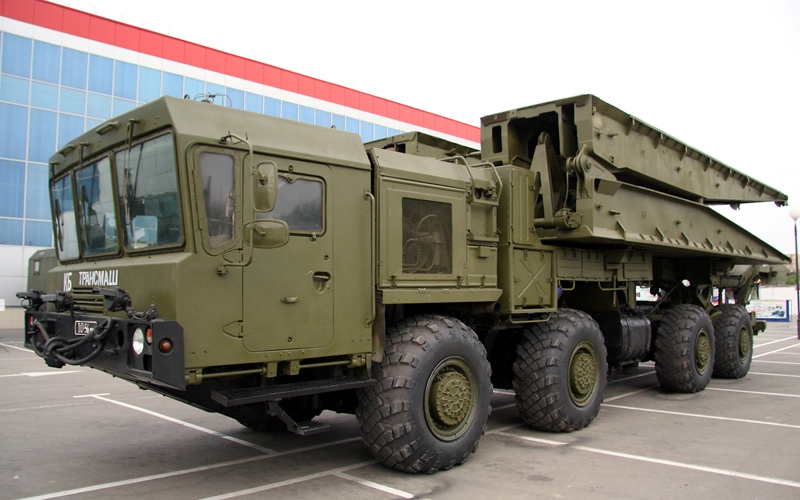
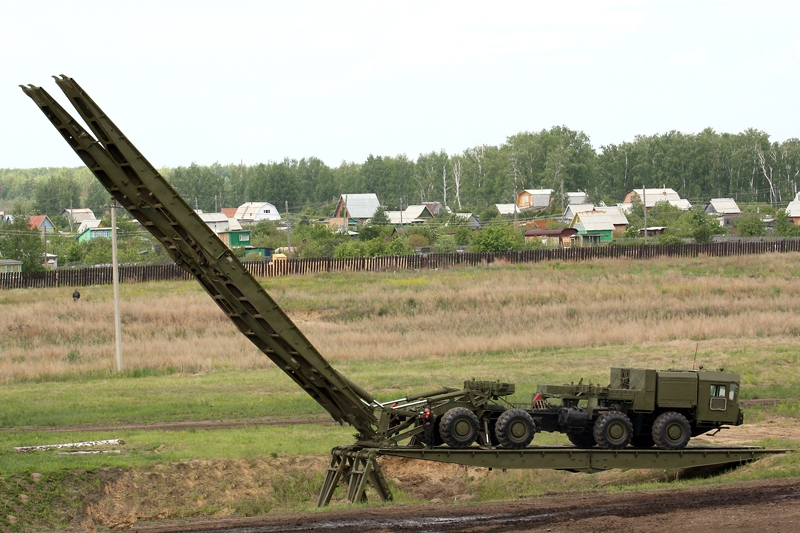

## Операторы
- Россия[1]
- Азербайджан[2]